# St. Michael (Biberbach)

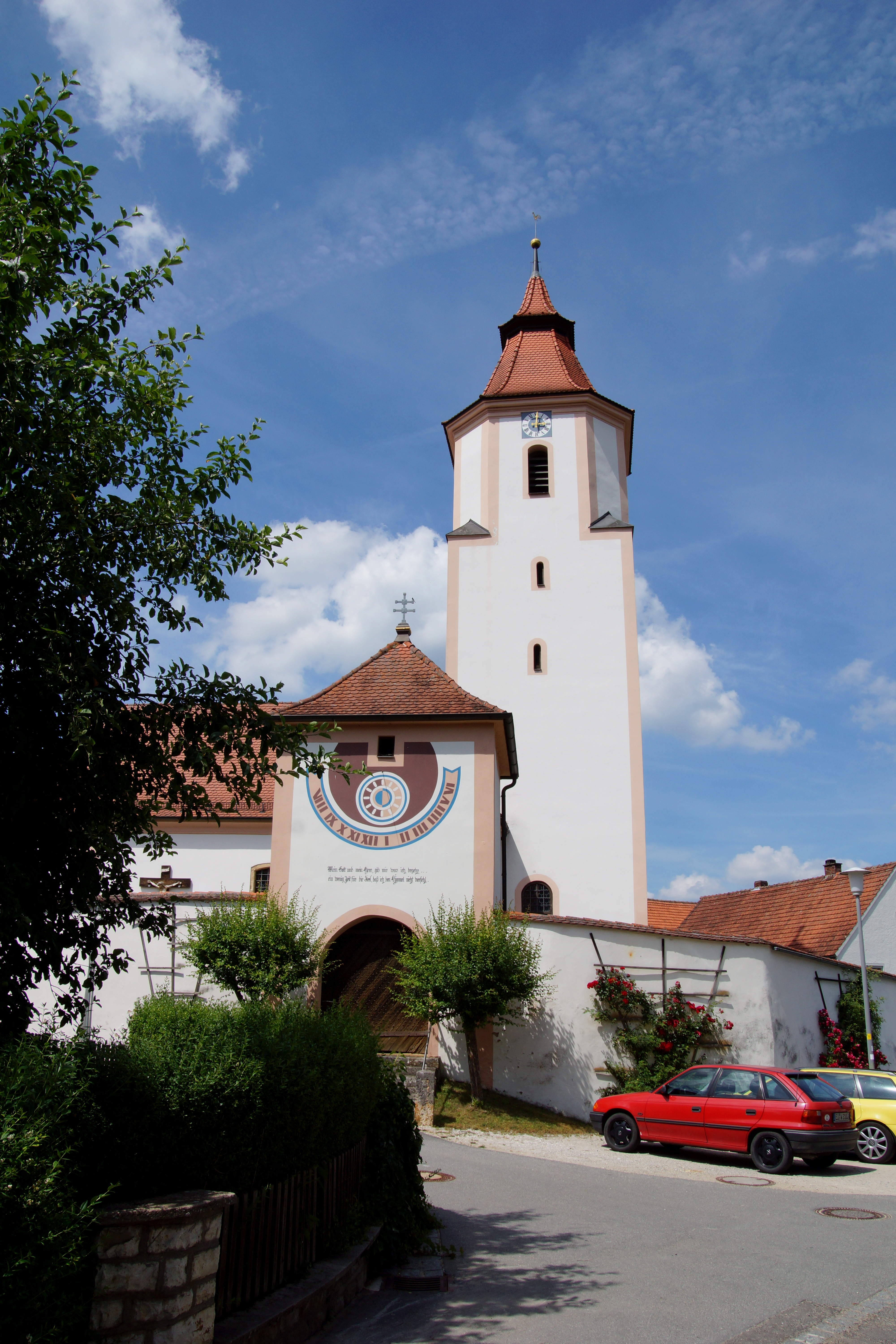
Kirche St. Michael in Biberbach

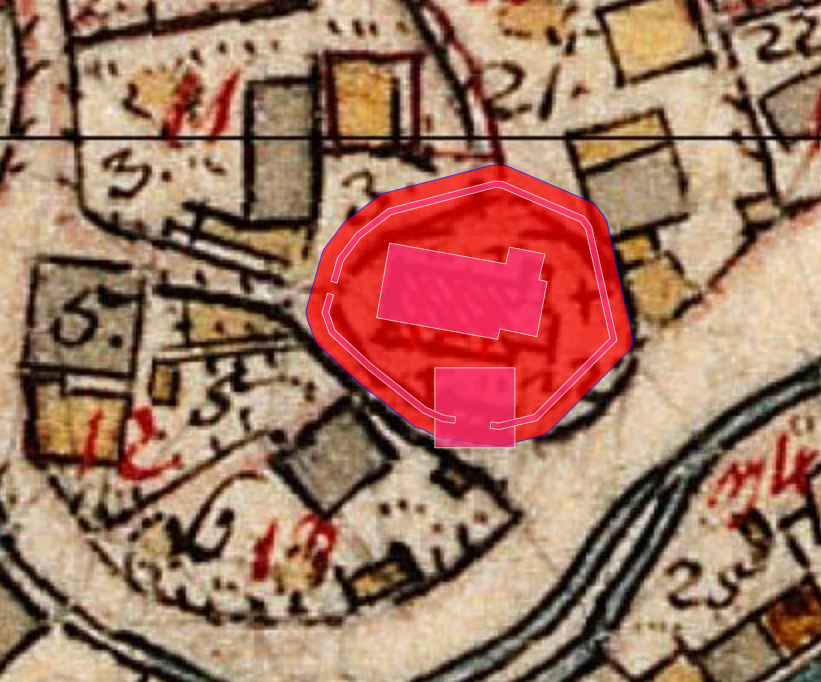
Lageplan von St. Michael (Biberbach) auf dem Urkataster von Bayern

Die Filialkirche St. Michael ist die römisch-katholische Dorfkirche von Biberbach, einem Ortsteil der Stadt Beilngries im oberbayerischen Landkreis Eichstätt. Kirchenpatron ist der Erzengel Michael. Die Chorturmkirche ist eine Filiale des Klosters Plankstetten und gehört zum Dekanat Neumarkt im Bistum Eichstätt.

## Beschreibung
Die spätgotische Wehrkirchenanlage wurde im 18. Jahrhundert verändert. Die Höhe der Friedhofsummauerung beträgt circa vier Meter; auf der Südseite steht ein Torturm (mit der Mauer wohl aus dem 16. Jahrhundert stammend). Der im Osten an das Langhaus angebaute Kirchturm wurde 1751 teilweise abgetragen und der Aufsatz „26 Fuß achteckig aufgemauert“.
Der Chor hat noch sein spätgotisches Rippenkreuzgewölbe. In ihm zeigt der viersäulige Hochaltar von 1759 (1767 mit Gold gefasst) den hl. Michael, den hl. Sebastian und die hl. Gunthildis als bemalte Holzfiguren (um 1500). Die beiden Seitenaltäre sind zweisäulig (um 1720). Im linken steht der hl. Sigmund, eine „sehr gute Arbeit des ausgehenden 15. Jahrhunderts.“ Eine Gunthildis-Holzplastik im Kirchenschiff stammt von circa 1470. Neun Gemälde von 1630 zeigen an der linken Kirchenwand Szenen aus der Gunthildis-Legende; gegenüber hängt ein Bilderzyklus aus dem Leben des hl. Sigismund, 1517 gemalt und 1630 übermalt. 1781 malte Willibald Wunderer aus Eichstätt das Deckengemälde „Sturz der Engel“. Zahlreiche Votivbilder gehen auf die Gunthildis-Wallfahrt dieser Kirche zurück, die nach der Reformation vom Schambachtal bei Treuchtlingen nach Biberbach verlegt wurde.
An der Außenwand der Kirche befindet sich der Grabstein des Kirchenmusikers und Benediktiners Roman Reutter, der bei der Auflösung des Klosters Plankstetten 1806 nach Biberbach gezogen und dort 1807 verstorben war. Er hatte mehrere Messen und Litaneien und die Musik zu dem Singspiel „Der Weinberg des Naboth“ komponiert. Um die Kirche befindet sich der Friedhof des Ortes.
Biberbach wurde schon 1558 als Filiale der Klosterpfarrei Plankstetten bezeichnet.
Die Anlage ist unter der Aktennummer D-1-76-114-101  als denkmalgeschütztes Baudenkmal von Biberbach verzeichnet. „Spätmittelalterliche und frühneuzeitliche Befunde im Bereich der Kath. Filialkirche St. Michael“ werden zudem als Bodendenkmal unter der Aktennummer D-1-6934-0078 geführt.